# Exazerbation
Unter Exazerbation (lateinisch Exacerbatio; von acerbus „bitter“‚ [ex-]acerbare „aufstacheln“, „verschlimmern“) oder Rekrudeszenz; von crudus „rauh“, „blutig“, recrudesco „wieder ausbrechen“ (oder Aggravation; von gravis „schwer“, „schlimm“, aggravatio „Verschlimmerung“) versteht man in der Medizin die deutliche Verschlechterung des Krankheitsbildes bei chronisch verlaufenden Erkrankungen. Als „akute Exazerbation“ wird dementsprechend eine plötzlich auftretende Verschlechterung bezeichnet. 
Im Gegensatz dazu handelt es sich bei einer Remission um eine (vorübergehende) Besserung von Krankheitssymptomen.

## Beispiele
- Bei der akuten Exazerbation einer chronisch obstruktiven Lungenerkrankung (AECOPD) handelt es sich um eine Verstärkung der Symptomatik, die über die normale Tagesschwankung hinausgeht, länger als 24 Stunden anhält und eine Intensivierung der Behandlung erfordert. Kardinalsymptome einer solchen Verschlechterung sind jeweils zunehmende Dyspnoe und Purulenz des Sputums sowie ein zusätzlich vermehrtes Sputumvolumen. (umgangssprachlich ausgedrückt: Atemnot, mehr Schleim beim Husten, der beim Typ II der AECOPD immer gelblicher vom Eiter werden kann.)

- Bei psychischen Erkrankungen, wie Depressionen, die rezidivierend auftreten können, bezeichnet Exazerbation das Wiederaufleben und die Verschlimmerung psychischer und psychosomatischer Symptome.[2]

- Neben der Zuordnung zu Typ I und II kann man die AECOPD in drei Schweregrade einteilen: Leichtgradige AECOPD, mittelschwere AECOPD (Indikationen zur stationären Aufnahme[3]) und Schwere AECOPD (Kriterien zur Intensivtherapie.[4])

- Als schwere Exazerbation einer chronisch obstruktiven Lungenerkrankung liegt vor, wenn die drei Kardinalsymptome Atemnot, Produktion von eitrigem Sputum und zunehmendes Sputumvolumen auftreten.[5]